# Sishayi Nxumalo
 (mars 2020).
Sishayi Simon Nxumalo (1936 - 25 février 2000) a été Premier ministre du Swaziland par intérim du 8 mai 1996 au 26 juillet 1996.
Il était autrefois chef du Parti démocratique du Swaziland.